# Grup Eurofirms
El Grup Eurofirms és una companyia de recursos humans amb seu a Cassà de la Selva, Girona. Va ser fundada el 1991 a Girona. Inicialment es va dedicar a donar servei a sectors com la traducció o els recursos humans, però amb els anys s'ha especialitzat en la selecció de personal. Durant la dècada dels anys 2000 va començar la seva expansió per l'Aragó i posteriorment la resta de l'estat, mitjançant la compra de l'empresa Trabatem. El 2013 va obrir les seves primeres delegacions a Portugal, i el 2016 es va convertir en la primera empresa temporal catalana amb capital nacional, i la cuarta a nivell espanyol. El 2017 el Financial Times la va destacar com una de les empreses amb un creixement més gran a Europa.
El 2018 va crear Claire Joster, una nova marca dedicada a la gestió de selecció de directius i perfils intermedis. Un any després, van obrir la seva primera delegació a Amèrica, començant a Xile.